# Сисоєва Катерина Олександрівна
Сисоєва Катерина Олександрівна (нар. 3 червня 1981) — колишня російська тенісистка.
Найвищу одиночну позицію світового рейтингу — 178 місце досягла 12 серпня 2002, парну — 87 місце — 14 жовтня 2002 року.
Здобула 3 одиночні та 1 парний титул.
Найвищим досягненням на турнірах Великого шолома було 3 коло в парному розряді.
Завершила кар'єру 2006 року.

## Фінали турнірів WTA

### Парний розряд: 3 (1–2)
| Перемога – Легенда            |
| ----------------------------- |
| Турніри Великого шолома (0–0) |
| Турніри Туру WTA (0–0)        |
| Tier I (0–0)                  |
| Tier II (0–0)                 |
| Tier III, IV & V (1–2)        |

| Фінали за покриттям |
| ------------------- |
| Тверде (0–0)        |
| Трава (0–0)         |
| Ґрунт (1–2)         |
| Килим (0–0)         |

| Результат | Ранг | Дата           | Турнір                                                | Покриття | Партнерка                     | Суперниці                                | Рахунок       |
| --------- | ---- | -------------- | ----------------------------------------------------- | -------- | ----------------------------- | ---------------------------------------- | ------------- |
| Поразка   | 1    | 22 лютого 1998 | Copa Colsanitas Santander, Колумбія                   | Ґрунт    | Мелісса Маззотта              | Жанетта Гусарова Паола Суарес            | 6–3, 2–6, 3–6 |
| Перемога  | 1    | 14 липня 2002  | Internazionali Femminili di Tennis di Palermo, Італія | Ґрунт    | Євгенія Куликовська           | Любомира Бачева Анжеліка Реш             | 6–4, 6–3      |
| Поразка   | 2    | 22 липня 2002  | Orange Warsaw Open, Польща                            | Ґрунт    | Куликовська Євгенія Борисівна | Світлана Кузнецова Аранча Санчес Вікаріо | 2–6, 2–6      |

## Фінали ITF

### Одиночний розряд (3–9)
| Легенда          |
| ---------------- |
| турніри $100,000 |
| турніри $75,000  |
| турніри $50,000  |
| турніри $25,000  |
| турніри $10,000  |

| Фінали за покриттям |
| ------------------- |
| Тверде (3–2)        |
| Ґрунт (0–4)         |
| Трава (0–1)         |
| Килим (0–2)         |

| Результат | Ранг | Дата           | Турнір                      | Покриття   | Суперниця                 | Рахунок       |
| --------- | ---- | -------------- | --------------------------- | ---------- | ------------------------- | ------------- |
| Поразка   | 1    | 17 жовтня 1994 | Москва, Росія               | Тверде (i) | Ольга Іванова             | 2–6, 5–7      |
| Перемога  | 1    | 2 жовтня 1995  | Шяуляй, Литва               | Тверде     | Надія Стрельцова          | 4–6, 6–2, 6–2 |
| Поразка   | 2    | 19 лютого 1996 | Нюрнберг, Німеччина         | Килим (i)  | Яна Поспішилова           | 3–6, 3–6      |
| Поразка   | 3    | 1 квітня 1996  | Афіни, Греція               | Ґрунт      | Ульріке Пріллер           | 6–2, 3–6, 2–6 |
| Поразка   | 4    | 10 лютого 1997 | Rogaška Slatina, Словаччина | Килим (i)  | Міріам Шнітцер            | 6–7(3), 4–6   |
| Поразка   | 5    | 17 травня 1999 | Пезаро, Італія              | Ґрунт      | Зузі Лорманн              | 4–6, 2–6      |
| Поразка   | 6    | 16 липня 2001  | Фрінтон, Англія             | Трава      | Крістен ван Елден         | 6–3, 4–6, 5–7 |
| Перемога  | 2    | 8 серпня 2001  | Бат, Англія                 | Тверде     | Анна Флоріс               | 6–4, 6–0      |
| Перемога  | 3    | 13 серпня 2001 | Лондон, Англія              | Тверде     | Наталія Єгорова           | 6–4, 6–4      |
| Поразка   | 7    | 29 січня 2002  | Тіптон, Англія              | Тверде (i) | Лю Наньнань               | 6–4, 5–7, 4–6 |
| Поразка   | 8    | 29 квітня 2002 | Мальє, Італія               | Ґрунт      | Кончіта Мартінес Гранадос | 1–6, 1–6      |
| Поразка   | 9    | 14 2002        | Гатфілд, Англія             | Ґрунт      | Джейн О'Доног'ю           | 6–7(6), 1–6   |

### Парний розряд (10–8)
| Легенда          |
| ---------------- |
| турніри $100,000 |
| турніри $75,000  |
| турніри $50,000  |
| турніри $25,000  |
| турніри $10,000  |

| Фінали за покриттям |
| ------------------- |
| Тверде (4–2)        |
| Ґрунт (5–6)         |
| Трава (0–0)         |
| Килим (1–0)         |

| Результат | Ранг | Дата            | Турнір             | Покриття   | Партнерка                     | Суперниці                              | Рахунок          |
| --------- | ---- | --------------- | ------------------ | ---------- | ----------------------------- | -------------------------------------- | ---------------- |
| Перемога  | 1    | 19 травня 1997  | Сочі, Росія        | Тверде     | Євгенія Куликовська           | Ніно Луарсабішвілі Сібата Каору        | 3–6, 6–3, 6–0    |
| Перемога  | 2    | 17 серпня 1998  | Каррабба, Італія   | Ґрунт      | Такасе Аямі                   | Мірейлл Діттманн Наталі Діттманн       | 6–2, 6–0         |
| Перемога  | 3    | 5 жовтня 1998   | Батумі, Грузія     | Тверде     | Куликовська Євгенія Борисівна | Аманда Гопманс Мелані Шнелль           | 6–4, 3–6, 6–0    |
| Поразка   | 1    | 17 1999         | Пезаро, Італія     | Ґрунт      | Маріяна Ковачевич             | Драгана Ілич Мая Матевжич              | 4–6, 3–6         |
| Перемога  | 4    | 21 червня 1999  | Таллінн, Естонія   | Ґрунт      | Ірина Корнієнко               | Мінна Раутайокі Марія Вольфбрандт      | 6–1, 6–1         |
| Поразка   | 2    | 2 серпня 1999   | Харків, Україна    | Ґрунт      | Зузана Валекова               | Надія Островська Тетяна Перебийніс     | 7–5, 3–6, 3–6    |
| Поразка   | 3    | 9 серпня 1999   | Стамбул, Туреччина | Тверде     | Людмила Нікоян                | Надія Островська Катерина Панюшкіна    | 0–6, 2–6         |
| Поразка   | 4    | 27 вересня 1999 | Тбілісі, Грузія    | Ґрунт      | Надія Островська              | Марія Головизніна Катерина Панюшкіна   | 0–6, 2–6         |
| Поразка   | 5    | 13 лютого 2000  | Бірмінгем, Англія  | Тверде (i) | Наталія Єгорова               | Олена Бовіна Ганна Запорожанова        | 3–6, 4–6         |
| Поразка   | 6    | 8 травня 2000   | Суонсі, Уельс      | Ґрунт      | Наталія Єгорова               | Нора Кевеш Драгана Зарич               | 6–2, 4–6, 3–6    |
| Перемога  | 5    | 30 квітня 2001  | Гатфілд, Англія    | Ґрунт      | Наталія Єгорова               | Олена Балтача Нікола Тріндер           | 6–3, 4–6, 6–1    |
| Перемога  | 6    | 7 травня 2001   | Суонсі, Уельс      | Ґрунт      | Наталія Єгорова               | Бобоєдова Марія Євгенівна Емілі Г'юсон | 4–6, 7–6(5), 6–0 |
| Поразка   | 7    | 11 червня 2001  | Таллінн, Естонія   | Ґрунт      | Наталія Єгорова               | Морігамі Акіко Міхо Саекі              | 2–6, 6–7(7)      |
| Перемога  | 7    | 8 серпня 2001   | Бат, Англія        | Тверде     | Наталія Єгорова               | Зузі Бенш Анна Флоріс                  | 7–6(4), 7–6(4)   |
| Перемога  | 8    | 9 жовтня 2001   | Кардіфф, Уельс     | Килим (i)  | Наталія Єгорова               | Анжеліка Бахманн Ванесса Генке         | 6–4, 1–6, 6–2    |
| Перемога  | 9    | 5 лютого 2002   | Redbridge, Англія  | Тверде (i) | Магда Міхалаке                | Гелен Крук Сунь Тяньтянь               | 4–6, 6–4, 6–4    |
| Перемога  | 10   | 14 травня 2002  | Гатфілд, Англія    | Ґрунт      | Ірина Буликіна                | Анна Говкінс Джейн О'Доног'ю           | 6–4, 4–6, 7–6(8) |
| Поразка   | 8    | 1 липня 2002    | Орбетелло, Італія  | Ґрунт      | Куликовська Євгенія Борисівна | Марет Ані Андрея Ехрітт-Ванк           | 3–6, 6–1, 1–6    |